# Nomo (Egitto)
Con il termine nomo (nòmo, plur. nòmi; in greco νομός, nomòs, plur. νομοί, nomòi, dalla radice del verbo νέμω nèmō, "distribuire") gli storici greci, primo fra tutti Erodoto, identificarono i distretti in cui era suddiviso l'antico Egitto. 

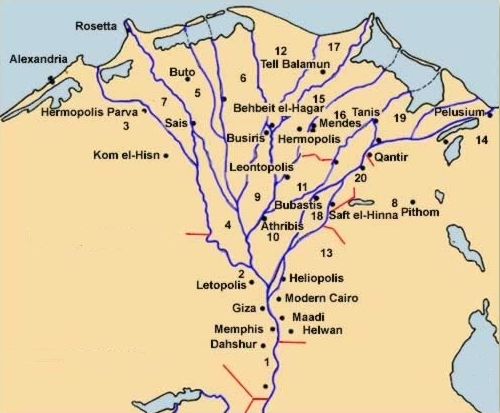
Nomi del Basso Egitto

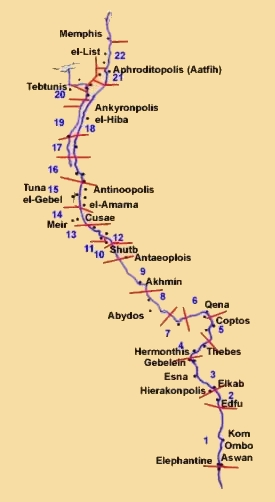
Nomi dell'Alto Egitto

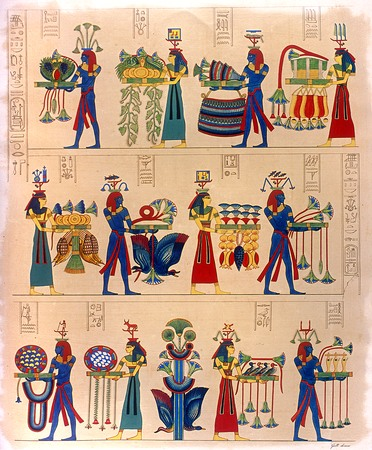
Personificazione di alcuni nomi

L'Alto Egitto era suddiviso in 22 distretti, mentre il Basso Egitto ne comprendeva 20. Gli storici greci definirono nomarchi i governatori dei distretti sia che si trattasse di funzionari di nomina reale che di governanti ereditari più o meno indipendenti (a seconda del periodo della storia dell'Egitto) dal potere centrale.

## Storia
I nomi si formarono durante il periodo Neolitico, quando alcune popolazioni nomadi si stabilirono nella fertile valle del Nilo e vi divennero stanziali ripartendosi il territorio. Successivamente alcuni gruppi si accorparono formando  regni veri e propri, quali quelli dell'Alto e del Basso Egitto una situazione che perdurò fino a quando i sovrani di Ieracompoli unificarono l'intero Egitto in un solo regno.
La primitiva ripartizione territoriale tuttavia sopravvisse, dando origine al sepat (spȝ.t), che i greci chiamarono nomo. Ogni sepat disponeva, oltre che di un proprio capoluogo, di un sovrano locale chiamato heri-tep a'a  (gr. "nomarca"), un capoluogo proprio, di divinità protettrici specifiche, di pratiche religiose proprie e di festività locali.
Nell'Antico Regno erano 38 ma ulteriori divisioni ne determinarono il numero definitivo a 42, con un'estensione di circa 30 chilometri lungo il fiume (per nòmi) e con confini estremamente variabili.
Queste province amministrative dureranno per tutto il periodo della storia egizia.